# Carex hassiana
Carex hassiana är en halvgräsart som beskrevs av Ludwig Eduard Loesener. Carex hassiana ingår i släktet starrar, och familjen halvgräs. Inga underarter finns listade i Catalogue of Life.